# Aes
Aes (Latijn voor "koper" of "brons") is een term om Romeinse munten mee aan te duiden.

## Inleiding
Messing en koper waren de metalen die het eerst door de Romeinen als geld zijn gebruikt. Daarom diende het woord aes (koper) nadien om elk soort geld, of het nu van goud, zilver of messing was, aan te duiden. En zelfs in de periode toen de rijkdom van de Republiek op haar hoogtepunt was, bleef men elk soort van munt denomineren als Aes.

## Aes graveenaes rude

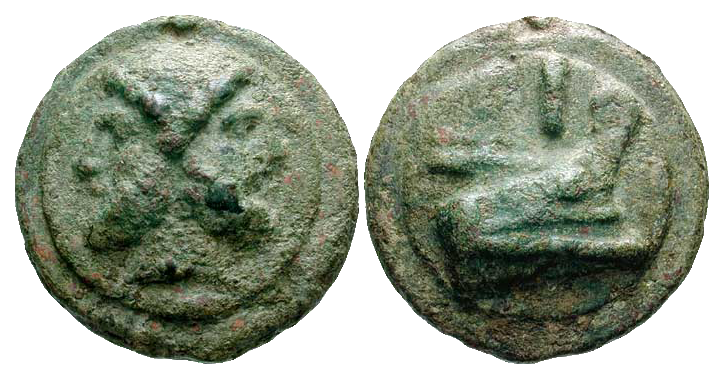
Een aes grave as (259,53 g) (ca. 240-225 v.Chr.) met aan de voorzijde een bebaard Janushoofd en aan de keerzijde de steven van een galei

De aes grave, zoals duidelijk blijkt uit de omschrijvingen van auteurs, waren koperen (of messing) staven van één pond (pondus libralis) die werden gebruikt als geld, voor de introductie van een zilveren munt. Joseph Hilarius Eckhel citeert ter ondersteuning van deze theorie Festus, die schrijft: Grave aes dictum a pondere, quia deni asses, singuli pondo librae, efficiebant denarium, ab hoc ipso numer dictum. Het hoge gewicht van de staven zorgde ervoor dat indien men een aantal staven had die een enigszins grote geldwaarde representeerden het bijzonder onhandig om deze te verplaatsen (om een koe te kopen had men bijvoorbeeld toch al een aardig stapeltje staven nodig, wat niet handig was om zomaar met je mee te dragen). Daarom was men verplicht, aldus Livius, de aes grave in wagens naar de schatkamer te vervoeren. Vervolgens werden stukken koper zonder enige markering en van een kleiner gewicht ruwweg gesneden, om dit probleem te ondervangen; deze werden, omwille van hun ruwe vorm, aes rude genoemd. Deze verbetering werd door sommige antieke auteurs aan Numa toegeschreven.

## Aes signatum
Maar het was pas onder de regering van Servius Tullius, dat de Romeinen, met enig zekerheid, ronde messing munten sloegen, met de beeldenaar van een stier, enzovoorts, waaraan ze (volgens Plinius maior) de naam Aes signatum gaven.

## Noot
1. ↑  Geciteerd door Paulus Diaconus, Excerpta ex libris Pompeii Festi de significatione verborum, p. 98 (M.).

## Referentie
- S.W. Stevenson - C.R. Smith - F.W. Madden, art. Aes, in S.W. Stevenson - C.R. Smith - F.W. Madden, A Dictionary of Roman Coins. Republican and Imperial, Londen, 1889, p. 19.

Aes · Antoninianus · Argenteus · As · Aurelianianus · Aureus · Barbaarse imitatie · Cistophorus · Denarie · Dupondius · Follis · Miliarense · Nummus · Quadrans · Quincunx · Semis · Sestertie · Siliqua · Solidus · Spintria · Tessera · Triens